# Chiesa della Santissima Annunziata (Montepescali)
La chiesa della Santissima Annunziata, sconsacrata e completamente trasformata, si trova nel territorio comunale di Grosseto, nella località di Montepescali.

## Storia
La chiesa fu costruita nel corso del Trecento fuori dalle mura, di fronte alla torre del Belvedere.
Nel corso dei secoli, l'edificio religioso, che originariamente ospitava i riti funebri, fu progressivamente dismesso ed abbandonato per cause ancora incerte; a seguito della definitiva sconsacrazione, fu ristrutturato ed adibito ad abitazioni private.

## Descrizione
La chiesa della Santissima Annunziata a Montepescali si presentava originariamente in stile gotico a pianta rettangolare, quasi certamente a navata unica, sotto la quale si trovavano la cripta e la camera mortuaria dove venivano esposte le salme dei deceduti prima della celebrazione del funerale.
La trasformazione in edificio abitativo ha modificato completamente l'aspetto originario sopra descritto, pur potendo identificare con facilità il fabbricato dove sorgeva.